# Javier Artiñano
Javier Artiñano Ansorena (Montes de Oca, Costa Rica, 1942 - Madrid, España, 2013) fue un escenógrafo, diseñador de vestuario y director artístico español.

## Biografía
Javier Artiñano Ansorena nació en Costa Rica en el año 1942. Sus padres eran unos emigrantes españoles. Tras vivir durante su infancia y adolescencia en el país centroamericano, se trasladó a España a los seis años. Cursó el bachillerato en la ciudad de Santander y después se instaló en Madrid, donde atendió a la Real Academia de Bellas Artes de San Fernando y posteriormente a la escuela de Artes Decorativas.
En el año 1968, se unió al grupo teatral Los Goliardos. Su primer trabajo profesional lo realizó junto con ellos y consistió en diseñar el vestuario para la obra La hora de la fantasía, de la dramaturga italiana Anna Bonacci. Tres años más tarde, en 1971, debutó como figurinista cinematográfico en Las Melancólicas, de Rafael Moreno Alba. Asimismo, trabajó por primera vez como figurinista de televisión con el telefilme español Juan soldado en el año 1973. 
Artiñano también trabajó como actor en varias películas: La marrana (1992), Pesadilla para un rico (1996) y La conjura de El Escorial (2008). No obstante, los papeles que interpretó en todos estos filmes fueron secundarios.
Falleció en Madrid a los 71 años, a causa del cáncer que le había obligado a retirarse de su actividad profesional.

## Premios
Premios Goya
| Categoría                 | Año  | Película                  | Resultado |
| ------------------------- | ---- | ------------------------- | --------- |
| Mejor diseño de vestuario | 1986 | Dragon Rapide             | Nominado  |
| Mejor diseño de vestuario | 1987 | A los cuatro vientos      | Nominado  |
| Mejor diseño de vestuario | 1987 | El bosque animado         | Ganador   |
| Mejor diseño de vestuario | 1988 | Jarrapellejos             | Nominado  |
| Mejor dirección artística | 1989 | Esquilache                | Ganador   |
| Mejor diseño de vestuario | 1991 | El rey pasmado            | Ganador   |
| Mejor diseño de vestuario | 1992 | El maestro de esgrima     | Ganador   |
| Mejor diseño de vestuario | 1996 | Libertarias               | Nominado  |
| Mejor diseño de vestuario | 1998 | La hora de los valientes  | Nominado  |
| Mejor diseño de vestuario | 2000 | Lázaro de Tormes          | Ganador   |
| Mejor diseño de vestuario | 2001 | Juana la Loca             | Ganador   |
| Mejor diseño de vestuario | 2008 | La conjura de El Escorial | Nominado  |

- En el año 2010, se hizo con el Premio Ricardo Franco, entregado durante el Festival de Málaga de Cine Español.[8]